# Nienke Mulder
Nienke Mulder (31 augustus 2005) is een voetbalspeelster uit Nederland. Ze speelt als middenvelder voor Fortuna Sittard in de Vrouwen Eredivisie.

## Clubcarrière
Mulder begon met voetballen bij VV Rhoon en ging daarna naar BVV Barendrecht. Hierna voetbalde ze voor het jeugdelftal MO15 Feyenoord en stroomde ze door naar het elftal van Jong Feyenoord. Op 16 februari 2024 maakte Mulder haar debuut voor het eerste elftal van Feyenoord in een KNVB Bekerwedstrijd tegen ADO Den Haag door in de 105ste minuut in te vallen voor Sanne Koopman. Na penalty's wisten Mulder en haar teamgenoten de wedstrijd naar zich toe te trekken. In de voorbereiding op het seizoen 2024/25 werd ze net als generatiegenoten Lucy Heij, Summer Haesakkers, Dechamaily Lont en Sanne de Paus overgeheveld naar het eerste elftal van de Rotterdamse club. Op 20 oktober 2024 maakte Mulder haar debuut in de Vrouwen Eredivisie door in te vallen in De Klassieker tegen Ajax.
Op 29 januari 2025 maakte Mulder de overstap naar competitiegenoot Fortuna Sittard. Ze tekende een contract tot medio 2025 met de optie voor nog een jaar in Sittard. Mulder debuteerde voor Fortuna Sittard in een thuiswedstrijd tegen Ajax 

## Statistieken
| Seizoen | Club            | Competitie         | Competitie | Competitie | Beker | Beker | Overig | Overig | Totaal | Totaal |
| Seizoen | Club            | Competitie         | Wed.       | Dlp.       | Wed.  | Dlp.  | Wed.   | Dlp.   | Wed.   | Dlp.   |
| ------- | --------------- | ------------------ | ---------- | ---------- | ----- | ----- | ------ | ------ | ------ | ------ |
| 2023/24 | Feyenoord       | Vrouwen Eredivisie | 0          | 0          | 1     | 0     | 0      | 0      | 1      | 0      |
| 2024/25 | Feyenoord       | Vrouwen Eredivisie | 1          | 0          | 0     | 0     | 0      | 0      | 1      | 0      |
| 2024/25 | Fortuna Sittard | Vrouwen Eredivisie | 1          | 0          | 0     | 0     | 0      | 0      | 1      | 0      |
| Totaal  | Totaal          | Totaal             | 2          | 0          | 1     | 0     | 0      | 0      | 3      | 0      |

Bijgewerkt t/m 5 maart 2025.

## Interlandcarrière
In juli 2024 werd Mulder voor het eerst opgenomen in de selectie van Nederland -19 voor een stageperiode in de voorbereiding op het EK -19 in Litouwen. Een maand later werd ze eveneens opgenomen in de selectie van de voorbereiding van Nederland -20 op het WK -20. Op 8 augustus 2024 werd bekend dat Mulder de selectie had verlaten en niet meereisde naar Colombia.